# 九張犁駅
九張犁駅（きゅうちょうりえき）は台湾台中市烏日区九徳里にある台中捷運緑線の駅。

## 沿革
計画時の駅番号はG14だった(p88)。駅名は付近の古い地名である「九張犁」に由来する。
- 2013年3月1日 - 当駅を含む工区起工[2](pp4-5)。
- 2018年6月30日 - 駅名決定[3]。
- 2020年
  - 11月16日 - プレ開業（12月15日まで4週間無料）[4]。
  - 11月22日 - 車両点検のため全線プレ開業中止[5]。
  - 12月19日 - 正式開業予定[4]。
- 2021年
  - 3月25日 - プレ営業再開（4月23日までの30日間はIC無料。4月24日は運休）[6]。
  - 4月25日 - 正式開業[7]。

## 駅構造
相対式ホーム2面2線の高架駅(p91)。駅舎は長さ67.2メートル、幅23.2メートル、ホーム地上高17.2メートル。

### 駅階層
3階にコンコース、4階にホームがある(p6)。
| 地上 四階                      |                                        |                                                                    |
| 相対式ホーム、右側のドアが開く |                                        |                                                                    |
| 2番線                          | ←■緑線 高鉄台中站方面（九徳駅）        |                                                                    |
| 1番線                          | →■緑線 市政府・北屯総駅方面（大慶駅）→ |                                                                    |
| 相対式ホーム、右側のドアが開く |                                        |                                                                    |
| 地上 三階                      | コンコース                             | 出入口、コンコース、自動券売機、自動改札機、エスカレーター、トイレ |

### 駅出口
- 出口1（西側）：建国路[8]

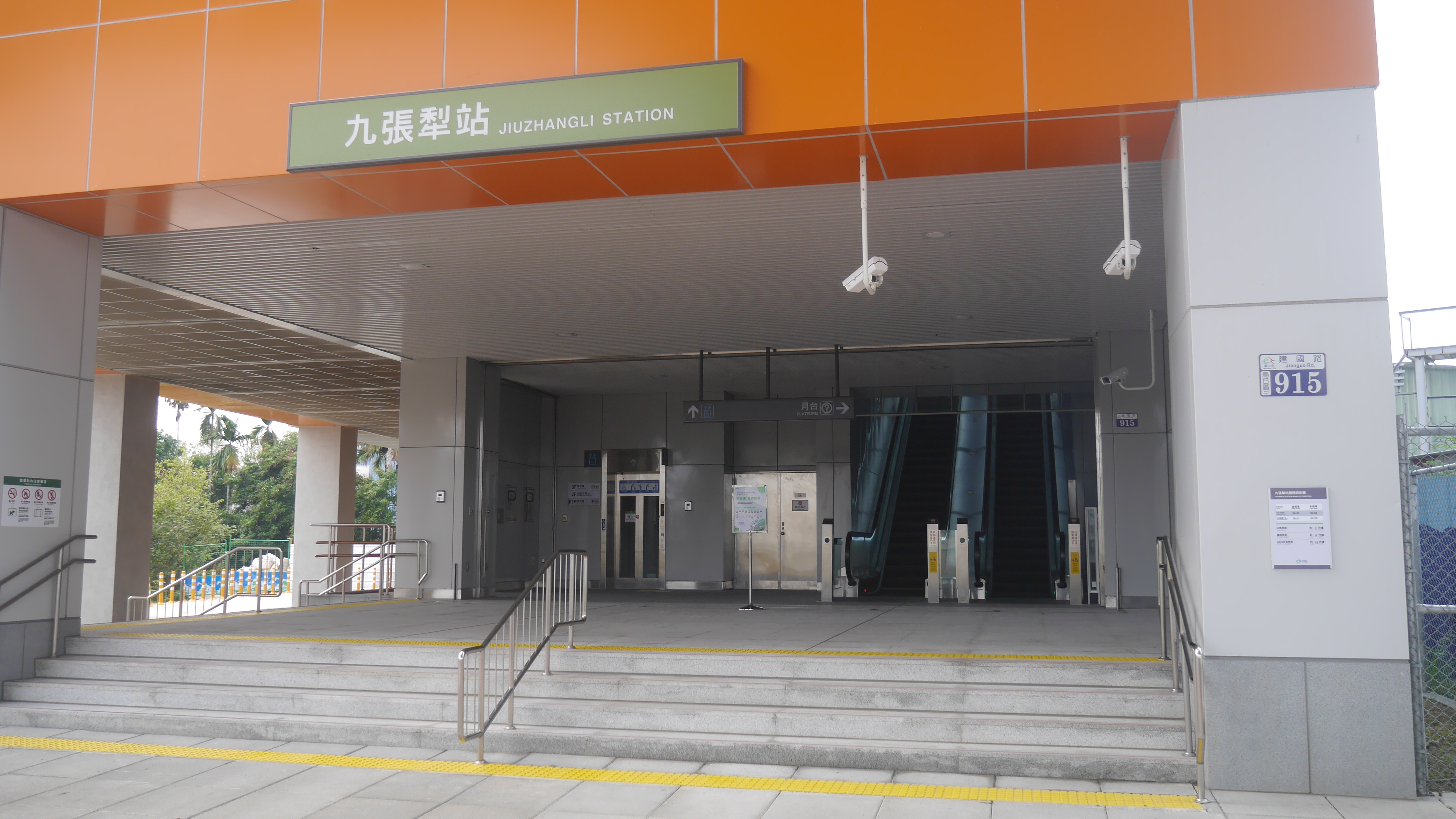
出入口

## 駅周辺
- 九如巷
- 台中市第十三期重画区（中国語版）
- 復興工業園区
- 環中路五段、六段
- 建国路
- 大忠南街
- 精誠南路

## 利用状況
プレ開業中は全駅中で利用客数が最少を記録（日曜日の4月11日で同じ区内にある九徳駅の1割にも満たない乗降287人）した。

## 隣の駅
台中捷運
緑線（烏日文心北屯線）
大慶 - 九張犁駅 - 九徳駅

### 註釈
1. ↑  2020年11月16日にプレ開業、中断を経て3月25日から4月23日にプレ営業再開